# Княжево (Рыбинский район)
Княжево — деревня Арефинского сельского поселения Рыбинского района Ярославской области .
Деревня расположена к юго-востоку от центра сельского поселения села Арефино. Она стоит на правом, высоком и обрывистом берегу ручья Пелевин, протекающего с северо-запада от деревни. С противоположной, юго-восточной стороны от деревни в глубоком овраге протекает небольшой (около 1 км длиной) безымянный ручей, впадающий в Пелевин. Таким образом, деревня стоит на возвышенности с трёх сторон ограниченной крутыми обрывами. На небольшом расстоянии ниже безымянного ручья Пелевин впадает слева в речку Саха. На левом берегу Пелевина напротив Княжево, но несколько выше по течению стоит деревня Ананьино, в которой находится почтовое отделение. От Ананьино через Княжево идет дорога к деревне Саха, которая стоит на правом берегу одноименной реки, на расстоянии около 1,5 км к юго-востоку от Княжево. На половине этого пути ранее стояла деревня Фунино, в настоящее время не существующая . Ручей Пелевин впадает слева в Ухру на расстоянии около 2 км к северо-востоку от Княжево .
На 1 января 2007 года в деревне Княжево числилось 4 постоянных жителя . Почтовое отделение, расположенное в деревне Ананьино обслуживает в деревне Княжево 5 домов .